# Nyctimystes narinosus
Nyctimystes narinosus es una especie de rana de árbol de la familia Pelodryadidae de la isla Nueva Guinea. Vive en montaña Hagen en área de valle de Wahgi más de 2400 metros sobre el nivel del mar.
La hembra adulta mide 6.4 cm de largo.  Tiene marcas horizontales en los párpados inferiores.  La piel de la rana muerta y preservada es marrón más oscura en el dorso y marrón más clara en el vientre. Las membranas interdigitales de las patas son menores que en otras ranas del género Nyctimystes.